# The Weary Kind

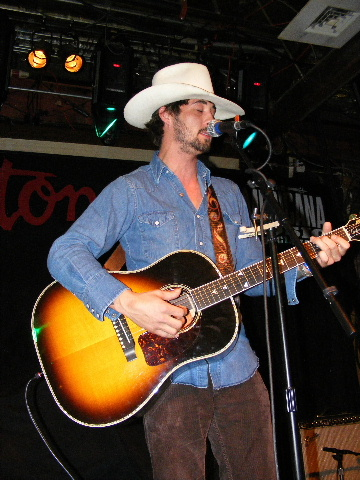
Ryan Bingham (2008)

The Weary Kind (auch: The Weary Kind (Theme from Crazy Heart)) ist ein Countrysong aus dem Jahr 2009. Er ist der Theme-Song des Filmdramas Crazy Heart und wurde von Ryan Bingham und T Bone Burnett geschrieben.

## Hintergrund
Der Song wurde von Ryan Bingham und T Bone Burnett als Theme-Song für den Film Crazy Heart geschrieben. Auf dem offiziellen Soundtrack wird er von Ryan Bingham gesungen. Im Film selbst singen sowohl Colin Farrell als auch Jeff Bridges Versionen des Songs. Produziert wurde der Song von T Bone Burnett und Stephen Bruton. Der Song erschien außerdem auf einigen Versionen des Albums Junky Star von Ryan Bingham & The Dead Horses.
2019 veröffentlichte Ryan Bingham eine neue, akustische Version des Songs als Teil des Staffelfinales der 2. Staffel der Fernsehserie Yellowstone.

## Auszeichnungen
Mit dem Song gewannen T Bone Burnett und Ryan Bingham alle wichtigen Filmpreise.
| Awards                      | Awards            | Awards                                                                   | Awards   | Awards |
| Auszeichnung                | Datum             | Kategorie                                                                | Resultat |        |
| --------------------------- | ----------------- | ------------------------------------------------------------------------ | -------- | ------ |
| Satellite Award             | 20. Dezember 2009 | Bester Filmsong                                                          | Gewonnen |        |
| Critics’ Choice Movie Award | 15. Januar 2010   | Bestes Lied                                                              | Gewonnen |        |
| Golden Globe Award          | 17. Januar 2010   | Bester Filmsong                                                          | Gewonnen |        |
| Academy Award               | 7. März 2010      | Best Original Song                                                       | Gewonnen |        |
| Grammy Award                | 13. Februar 2011  | Best Song Written for a Motion Picture, Television or Other Visual Media | Gewonnen |        |